# Samoutrudnianie
Samoutrudnianie – w psychologii mechanizm obronny, polegający na przewidywaniu niepowodzenia i jednoczesnym przygotowywaniu takich jego wyjaśnień, które minimalizują brak zdolności jako jego możliwą przyczynę. 
Samoutrudnianie idzie w parze z zaniżoną samooceną. Zalicza się je do defensywnych technik autoprezentacji, bowiem pozwala ochronić poczucie wartości (na krótką metę), jednak znacznie obniża szanse na osiągnięcie upragnionego sukcesu, w rezultacie czego na dłuższą metę obniża samoocenę. Pewien paradoks samoutrudniania polega na tym, że im bardziej zależy komuś na osiągnięciu sukcesu, tym bardziej prawdopodobne jest, że będzie stosować techniki samoutrudniające (jeśli ma zaniżoną samoocenę).
W polskiej psychologii społecznej samoutrudnianiem zajmowali się Dariusz Doliński i Andrzej Szmajke. Eksperymenty, które przeprowadzili, dowiodły między innymi, że zdenerwowanie przedegzaminacyjne i depresyjny nastrój mogą być technikami samoobronnymi.
Samoutrudnianie traktuje się jako patologiczną postać tendencji samoobronnej. Występuje ono z różnymi zaburzeniami, między innymi z depresją czy alkoholizmem.
Skrajną formą samoutrudniania jest proces rezygnowania z jakiegoś działania w celu ochrony poczucia własnej wartości w momencie, gdy dana osoba nie jest w stanie osiągnąć wymaganego celu.